# Eden (músico)
Jonathon Ng (Dublín; 23 de diciembre de 1995) es un cantante, productor y compositor irlandés de música rock indie. Actualmente publica su música bajo el nombre de EDEN, anteriormente conocido como The Eden Project. Su trabajo como The Eden Project presentaba estilos más convencionales de música dance electrónica tales como dubstep y drum and bass, hasta que empezó a aventurarse a un estilo más orientado al  rock indie y cambió entonces su alias en abril de 2015 por EDEN, creando su propio género conocido como EDEN.
Ng lanzó seis EP y más de 70 canciones y remezclas como The Eden Project. Como Eden, lanzó su propio sello discográfico, MCMXCV, en el cual se lanzó su EP debut End Credits. Su segundo EP, I Think You Think Too Much of Me, fue lanzado en agosto de 2016, debutando en el puesto 43 en el Irish Albums Chart como su primera música en las listas. El álbum de estudio debut de Eden, Vertigo, fue lanzado el 19 de enero de 2018 y fue apoyado por una gira mundial. En febrero de 2020, Ng lanzó su segundo álbum de estudio llamado no future que también es seguido por otra gira mundial. No Future alcanzó el top 150 de las listas de álbumes de todos los géneros y al top 10 de las listas de álbumes alternativos un día después de su lanzamiento.

## Vida y carrera

### Primeros años
Jonathon Ng nació el 23 de diciembre de 1995 en Dublín, Irlanda, de madre irlandesa y padre 
hongkonés. Desde los siete años estudió teoría musical y aprendió a tocar violín clásico. Más tarde aprendió por sí mismo a tocar el piano, la guitarra y la batería. Asistió y se graduó en Blackrock College, Dublín.

### 2013–2015: The Eden Project
Ng empezó a sacar temas de forma independiente en 2013 como The Eden Project, consiguiendo popularidad a través de redes de promoción. Publicó su primer EP «I Am Spitfire». En 2014, publicó su álbum «Kairos», en el cual experimentó estilos alternativos más suaves en los temas «Statues» y «Chasing Ghosts». Consiguió mayor popularidad gracias a que cambió su sonido habitual. Ambos temas junto con «Chasing Ghosts» fueron lanzados en NoCopyrightSounds. En octubre de 2014, lanzó el EP «The Entrance», cuya canción «Circles», de nuevo, presentaba un estilo alternativo orientado al indie. También fue vocalista en "Iris" (interpretada por Exit Friendzone) e hizo la pista «Lost».  Sus pistas más populares fueron desviaciones de su sonido habitual. El 10 de diciembre de 2014, apareció en la pista «Scribble» del productor Puppet, con sede en Nueva York, que se lanzó a través de Monstercat. 
Más tarde, en 2015, Ng abrazó su nuevo estilo indie con su EP Bipolar Paradise, cuya canción «Fumes» amasó más de 5,6 millones de visitas en YouTube. De nuevo fue publicado en Monstercat con el tema «The Fire», su segunda colaboración con Puppet. Más tarde anunció que interrumpiría su trabajo como The Eden Project lanzando «Final Call» como su último EP bajo ese alias. Contenía dos covers, uno fue «Blank Space» de Taylor Swift, el otro «Crazy In Love» de Beyoncé, así como «Times Like These», el cual fue definitivamente la última canción lanzada bajo su alias anterior.

### 2015–presente: EDEN

#### End Credits EP
Ng cambió su alias a EDEN a partir de la publicación de «Final Call», y empezó a grabar nuevos trabajos en la primavera del 2015. El EP «End Credits» pasó a ser de descarga gratuita en todo el mundo el 8 de agosto a través del sello discográfico británico Seeking Blue Records, así como del suyo propio, MCMXCV. El EP está compuesto íntegramente de rock indie y pistas acústicas con un fuerte énfasis en la voz de Ng. Los dos sencillos «Nocturne» y «Gravity», fueron lanzados en junio y julio, respectivamente. En total, el EP ha amasado por encima 4.5 millones de reproducciones en la plataforma de streaming SoundCloud.
El 22 de marzo, Ng se embarcó en su tour «End Credits», con conciertos en Dublín, Londres, Toronto, Nueva York, Los Ángeles y San Francisco. Las entradas se agotaron en una semana, y un local adicional tuvo que ser preparado en Nueva York debido a la demanda. El tour concluyó el 8 de abril.

#### I Think You Think Too Much of Me y el tour Futurebound
Poco después de su tour End Credits, Ng anunció que su nuevo EP, «I Think You Think Too Much of Me», iba a salir el 19 de agosto de 2016. El 10 de junio de 2016, el primer sencillo, «Sex», fue publicado, presentando un mayor enfoque en la voz y la instrumentación. Un mes más tarde, Billboard estrenó el siguiente sencillo, «Drugs», un día antes de su fecha oficial, el 15 de julio de 2016. El EP presentó un remake de «Fumes», anteriormente publicado bajo el seudónimo de The Eden Project, con la colaboración de Gnash, además de los relanzamientos de otras dos canciones de The Eden Project, «XO» y «Circles». Tras el lanzamiento, el EP se clasificó en las listas en el número 43 en el Irish Albums Chart, consiguiendo tener su primer álbum en una lista.
El 7 de septiembre de 2016, Ng publicó un segundo videoclip de «Drugs», esta vez como vídeo 360, una experiencia en realidad virtual. El vídeo alcanzó las 1,5 millones de visitas en Facebook en una semana.
Ng promocionó «I Think You Think Too Much of Me» a través del tour Futurebound, el cual también empezó el 7 de septiembre en Vancouver, Canadá. El tour incluye 33 conciertos en América del Norte y Europa.

### 2017-2019: Vertigo y Vertigo World Tour
Eden se embarcó en una gira de festivales en el verano de 2017. También seleccionó a algunos fanáticos para filmar sus experiencias en cada programa y publicarlas en su cuenta de Snapchat. El 2 de septiembre, Ng realizó su último espectáculo de la temporada de festivales en Electric Picnic. Durante su set, estrenó la versión oficial de «Start//End», una canción que previamente se había filtrado en su cuenta de SoundCloud en enero.
El 28 de septiembre, «Start//End» fue lanzado en todas las plataformas de música principales como el primer sencillo del próximo álbum. Vertigo. El sencillo fue acompañado de un video musical, que ha superado el millón de visitas luego de ser tendencia en YouTube. El video fue filmado en varios lugares de Europa, América del Norte y Japón.
El 8 de noviembre de 2017, Eden insinuó el lanzamiento de un nuevo sencillo en las redes sociales. El 8 y 9 de noviembre, el sitio web de Eden mostró coordenadas donde la gente hurgaba para encontrar carteles escondidos en varios lugares del mundo. "Gold" se lanzó oficialmente el 10 de noviembre de 2017 junto con el anuncio del Vertigo World Tour, que se extenderá de marzo a mayo de 2018. El tercer sencillo de Eden para el álbum, «Crash», fue lanzado el 8 de diciembre de 2017 en Spotify e iTunes.
Vertigo fue lanzado el 19 de enero de 2018. Eden inició el Vertigo World Tour en promoción del álbum en marzo de 2018. La gira duró ocho meses, concluyendo el 27 de noviembre. La gira contó con 67 espectáculos; 50 en América del Norte, 12 en Europa y 5 en Oceanía. Se le unieron varios actos de apertura, incluidos VÉRITÉ, Kacy Hill, y Sasha Sloan.
El 29 de junio de 2018, Eden lanzó un EP llamado «About Time» de la colección de canciones que se tocaron durante el Vertigo World Tour durante el descanso entre las partes 2 y 3 del recorrido. Eden lanzó un sencillo, «909», el 24 de abril de 2019.

### 2019–2022: No Future y No Future Tour
Durante octubre de 2019 se lanzaron dos sencillos, «Untitled» y «Projector». En diciembre de 2019, «Love, Death, Distraction» y más tarde en enero de 2020 «Isohel» se lanzaron como parte del álbum de Eden No Future, que fue lanzado el 14 de febrero de 2020.
Se planeó una gira mundial para 2020 en apoyo del lanzamiento del álbum, comenzando con un espectáculo en su ciudad natal en el Teatro Olympia de Dublín. Sin embargo, después de este espectáculo y dos espectáculos posteriores en el Roundhouse, Londres y el Manchester Albert Hall, la gira mundial sin futuro se pospuso indefinidamente debido a la pandemia de COVID-19. Posteriormente, la gira se canceló por completo el 12 de mayo de 2020.

### 2022–presente: ICYMI and ICYMI World Tour
El 3 de junio de 2022, EDEN lanzó una canción llamada «Modern Warfare» de su nuevo álbum ICYMI, un acrónimo de In Case You Missed It, que contiene partes de sus canciones inéditas que a veces se interpretaron durante la gira de aniversario de End Credits. El álbum trata sobre aceptar los altibajos de la vida y empujar los límites de la música. El 8 de julio de 2022, EDEN lanzó la segunda canción del nuevo álbum llamada «Balling». La canción, «balling», trata sobre la pérdida de amigos y contempla la idea de no estar ahí para las personas que amas. El 12 de agosto de 2022, EDEN lanzó la tercera canción de ICYMI llamada «Sci-Fi». Los 3 sencillos estarían acompañados de un video musical que brindaría interpretaciones visuales para cada canción.
El álbum, que estuvo acompañado de una gira mundial, se anunció el 10 de agosto de 2022 con fecha de lanzamiento oficial el 9 de septiembre de 2022. A lo largo de la gira, EDEN tocó todas las canciones del álbum acompañadas de sus otras canciones populares y nuevos remixes de sus canciones.

## Vida personal
EDEN originalmente se interesó en la música entre los 4 y los 6 años cuando escuchó por primera vez la canción "Sandstorm" de Darude, en el cd. EDEN inicialmente comenzó creando pistas electrónicas y, unos años más tarde, comenzó a cantar sobre estas pistas.
EDEN primero se hizo popular en las principales ciudades del mundo antes de darse a conocer en su ciudad natal. Desde 2017, EDEN ha tocado una canción conocida como «Joyrider» de Burnt Out antes del comienzo de cada concierto para conectarlo aún más con su ciudad natal.
EDEN tenía un alias conocido como "The Spab Project". Bajo este alias, lanzaba diferentes sonidos que no tenían un propósito o significado real. Nunca lanzó su música dedicada bajo este alias, solo clips cortos de música con los que estaba experimentando o que encontraba divertidos en SoundCloud.
Al crecer, EDEN se había avergonzado de su herencia asiática y siempre dudaba en abrazar su herencia. Durante la pandemia, COVID-19, EDEN tuvo mucho pensamiento introspectivo y aprendió a amar su herencia asiática y este amor propio también vendría a inspirar diferentes pistas para su nuevo álbum ICYMI.
A pesar del éxito de EDEN, continúa operando por su cuenta, produciendo, escribiendo y grabando su música de forma independiente.
Debido a la influencia que el mundo de la música en línea ha tenido en EDEN, él se considera un "producto de Internet".
La experiencia de EDEN con la música clásica a través de la orquesta y el violín ayudó al crecimiento de EDEN como músico.
EDEN es fanático de Liverpool F.C.

## Trabajos adicionales
Con anterioridad a la publicación de End Credits, Ng prestó su voz para «Elysium» de Mendum, así como para "Stomach It" de Crywolf. La voz en «Woah» de su EP «Final Call» fue muestreada en la pista «I'll Be Your Reason» por Illenium, la cual fue lanzada el 8 de junio a través de Nest HQ, una filial del sello de Skrillex y OWSLA. Con Illenium sacó también en el 2017 un tema llamado «Leaving», en el cual es el cantante del DJ. Siguiendo la publicación de «End Credits», Ng proporcionó su voz sin créditos en «No More» de Pierce Fulton, el cual fue lanzado el 9 de noviembre a través de Armada Music, también ayudó a Pierce Fulton a escribir la letra para su canción «Kuaga (Tiempo Perdido)» y publicó una versión de «Billie Jean» de Michael Jackson más tarde, ese mismo mes, pasó a ser de descarga gratuita. Consiguió más de 1 millón de reproducciones en las plataformas de streaming. En 2018, Ng proporcionó su voz no acreditada para  «thinking 2 much» de Jeremy Zucker.
Ng también interpretó la canción «Amnesia», presumiblemente durante su último año en la escuela secundaria. Más tarde declaró, durante una transmisión en vivo, que la canción nunca tendría una versión de estudio.
En 2016, Ng colaboró dos veces más con «Puppet», proporcionando las vocales a las pistas «Without Me» y «Vagabond», los cuales fueron lanzados en Monstercat como parte del EP debut de «Puppet», «Soft Spoken».

## Discografía

### Álbumes de estudios
| Título    | Información | Posiciones altas | Posiciones altas | Posiciones altas | Posiciones altas | Posiciones altas | Posiciones altas | Posiciones altas |
| Título    | Información | IRE              | BEL              | CAN              | NED              | NZ               | UK               | US               |
| --------- | --- | ---------------- | ---------------- | ---------------- | ---------------- | ---------------- | ---------------- | ---------------- |
| Vertigo   | - Lanzado: 19 de enero de 2018 - Sello: MCMXCV, Astralwerks, Universal - Formato: CD, CS, descarga digital, vinyl              | 31               | 96               | 76               | 79               | 2                | 93               | 34               |
| No Future | - Lanzado: 14 de febrero de 2020 - Sello: MCMXCV, Astralwerks, Universal - Formato: Streaming, descarga digital, vinyl, CD, CS | —                | —                | 26               | —                | —                | —                | 26               |
| ICYMI     | - Lanzado: 9 de septiembre de 2022 - Sello: MCMXCV - Formato: Streaming, descarga digital, vinyl                               | —                | —                | —                | —                | —                | —                |                  |

### EP
| Título                                                                      | Información                                                                                          | Posiciones altas | Posiciones altas | Posiciones altas | Posiciones altas | Posiciones altas |
| Título                                                                      | Información                                                                                          | IRE              | AUS              | NZ               | UK               | US               |
| --------------------------------------------------------------------------- | --- | ---------------- | ---------------- | ---------------- | ---------------- | ---------------- |
| End Credits                                                                 | - Lanzado: 8 de agosto de 2015 - Sello: MCMXCV, Seeking Blue - Formatos: Descarga digital            | —                | —                | —                | —                | —                |
| I Think You Think Too Much of Me                                            | - Lanzado: 19 de agosto de 2016 - Sello: MCMXCV, Astralwerks - Formatos: CS, digital descarga, vinyl | 43               | 44               | 3                | 153              | 104              |
| About Time                                                                  | - Lanzado: 29 de junio de 2018 - Sello: MCMXCV, Astralwerks - Formatos: Descarga digital             | —                | —                | —                | —                | —                |
| All You Need Is Love                                                        | - Lanzado: 27 de julio de 2018 - Sello: MCMXCV, Astralwerks - Formatos: Descarga digital             | —                | —                | —                | —                | —                |
| "—" denota una grabación que no se trazó o no se publicó en ese territorio. | |                  |                  |                  |                  |                  |

### Como artista principal
| "Nocturne"                                                                        | 2015 |             | End Credits                      |
| "Gravity"                                                                         | 2015 |             | End Credits                      |
| "End Credits" (featuring Leah Kelly)                                              | 2015 |             | End Credits                      |
| "Billie Jean"                                                                     | 2016 |             | Non-album single                 |
| "Sex"                                                                             | 2016 | - BPI: Gold | I Think You Think Too Much of Me |
| "Drugs"                                                                           | 2016 |             | I Think You Think Too Much of Me |
| "Circles"                                                                         | 2016 |             | I Think You Think Too Much of Me |
| "Start//End"                                                                      | 2017 |             | Vertigo                          |
| "Gold"                                                                            | 2017 |             | Vertigo                          |
| "Crash"                                                                           | 2017 |             | Vertigo                          |
| "About Time"                                                                      | 2018 |             | Non-album singles                |
| "All You Need Is Love"                                                            | 2018 |             | Non-album singles                |
| "909"                                                                             | 2019 |             | Non-album singles                |
| "Untitled"                                                                        | 2019 |             | No Future                        |
| "Projector"                                                                       | 2019 |             | No Future                        |
| "Love, Death, Distraction"                                                        | 2020 |             | No Future                        |
| "Isohel"                                                                          | 2020 |             | No Future                        |
| "Peaked"                                                                          | 2020 |             | New World Tapes                  |
| "Modern Warfare"                                                                  | 2022 |             | In Case You Missed It            |
| "Balling"                                                                         | 2022 |             | In Case You Missed It            |
| "Sci-Fi"                                                                          | 2022 |             | In Case You Missed It            |
| "—" denota lanzamientos que no se registraron o no se lanzaron en ese territorio. |      |             |                                  |

## Tours
- End Credits Tour (2016)
- Futurebound Tour (2016)
- Vertigo World Tour (2018)
- No Future Tour (2020) (cancelado debido a la pandemia de COVID-19)
- End Credits Anniversary Tour (2021)
- ICYMI Tour (2023)